# هنری پی. بالدوین
هنری پورتر بالدوین (به انگلیسی: Henry Porter Baldwin) سناتور سابق عضو حزب جمهوری‌خواه ایالات متحده آمریکا بود. وی در سال ۱۸۷۹ تا ۱۸۸۱ میلادی سناتور ایالت میشیگان در سنای ایالات متحده آمریکا بود.